# Notacja Steinhausa-Mosera
Notacja Steinhausa-Mosera – notacja używana do konstrukcji bardzo dużych liczb naturalnych. Została ona wymyślona wspólnie przez Hugona Steinhausa i Leo Mosera. Jest rozwinięciem notacji Steinhausa. Notacja Steinhausa-Mosera ma postać liczby wpisanej w wielokąt foremny. Definicja przebiega indukcyjnie:
- ({\displaystyle n} w trójkącie) oznacza {\displaystyle n^{n}}
- ({\displaystyle n} w kwadracie) oznacza {\displaystyle n} w {\displaystyle n} trójkątach
- ({\displaystyle n} w pięciokącie) oznacza {\displaystyle n} w {\displaystyle n} kwadratach
- ogólnie {\displaystyle n} w {\displaystyle k}-kącie foremnym oznacza {\displaystyle n} w {\displaystyle n(k\!-\!1)}-kątach foremnych

Steinhaus zdefiniował tylko trójkąt, kwadrat i koło  (odpowiadające pięciokątowi określonemu powyżej).
Na przykład 2 w kwadracie to 22 w trójkącie, czyli 44 = 256. Do bardziej znanych liczb powstałych przy użyciu tego zapisu należą mega (2 w kole ②), medzon (3 w kole) i megiston (10 w kole ⑩) zdefiniowane przez Steinhausa oraz moser (2 w mega-kącie). Liczby te są znacznie większe od liczby atomów we Wszechświecie.
Inny zapis
- użyj funkcji trójkąt(x) i kwadrat(x)
- niech {\displaystyle M(n,m,p)} będzie liczbą odpowiadającą liczbie {\displaystyle n} w {\displaystyle m} {\displaystyle p}-kątów jeden w drugim. Obowiązują następujące reguły:
  - {\displaystyle M(n,1,3)=n^{n}}
  - {\displaystyle M(n,1,p+1)=M(n,n,p)}
  - {\displaystyle M(n,m+1,p)=M(M(n,1,p),m,p)}

oraz
- - mega = {\displaystyle M(2,1,5)}
  - moser = {\displaystyle M(2,1,M(2,1,5))}